# New Castle (Indiana)
New Castle – miasto w Stanach Zjednoczonych, w stanie Indiana, w hrabstwie Henry.